# Goodbyeee
Goodbyeee, auch Plan F: Goodbyeee (Verballhornung von englisch goodbye ‚auf Wiedersehen‘, analog etwa „tschü-hüüs“ oder „wiedaseeehn“), ist die 6. und letzte Episode der 4. Staffel der im Vereinigten Königreich mehrfach ausgezeichneten britischen Comedy-Serie Blackadder von Rowan Atkinson und Richard Curtis. Obwohl als Comedy konzipiert, fiel diese Episode, die, wie alle anderen der Staffel 1917, mitten im Ersten Weltkrieg in einem britischen Schützengraben in Nordfrankreich spielt, durch ihre düstere Gesamtstimmung deutlich aus dem Rahmen. Insbesondere die Schlussszene, die zwar ein offenes Ende hat, aber offenbar den Tod der vier Protagonisten der Serie bei einem Sturmangriff auf deutsche Stellungen darstellt, beeindruckte sowohl Zuschauer als auch Kritiker nachhaltig, sodass Goodbyeee mehrfach ausgezeichnet wurde. Die 29-minütige Originalepisode wurde zum ersten Mal am 2. November 1989 auf BBC One ausgestrahlt. Die deutsche Erstausstrahlung war am 17. Oktober 1994 auf 3sat im englischen Original mit deutschen Untertiteln zu sehen.
Der Titel Goodbyeee, dieser letzten Episode bezieht sich auf das 1917 in Großbritannien von R. P. Weston und Bert Lee komponierte und von Florrie Forde, Daisy Wood und Charles Whittle gesungene Lied Good-bye-ee!, das während des Krieges und in den Folgejahren sehr populär war.

## Inhalt

### Stellung in der Gesamtserie
Goodbyeee ist die letzte Folge der 4. und letzten Staffel (Blackadder Goes Forth, Blackadder rückt vor oder Blackadder marschiert vorwärts) der von 1986 bis 1989 laufenden Fernsehserie Blackadder, die das fiktive Leben des Edmund Blackadder (Rowan Atkinson) und seiner zwei Begleiter (Baldrick Tony Robinson, Blackadders Sidekick und lebender Running gag der Serie und Percy/Captain Darling Tim McInnerny) sowie drei weiterer Begleiter (unterschiedliche Charaktere, verkörpert von Stephen Fry, Hugh Laurie und Miranda Richardson) über einen Zeitraum von fast 500 Jahren, von den Tudors im 15. Jahrhundert bis 1917 darstellt. Die Figur des Edmund Blackadder durchläuft dabei einen Wandel vom verschlagenen, selbstsüchtigen Versager hin zum nachdenklichen Zyniker, während die anderen Personen, insbesondere Baldrick und Percy/Captain Darling weitgehend unverändert dargestellt werden.
Die Serie lief im deutschen Fernsehen zunächst im englischen Original mit deutschen Untertiteln, da der Wortwitz des Originals nur schwer bis gar nicht übertragbar war. Erst später folgte eine Deutsch-synchronisierte Fassung. Auch hatte die letzte Episode unterschiedliche deutsche Titel von Abschied auf Arte, über Black Adders Abschied  bei 3sat, bis hin zu Auf Wiiiedersehen (Plan F: Goodbyeee).

### Inhalt von „Goodbyeee“
Wie in den vorausgegangenen Episoden von Blackadder Goes Forth befindet sich der Zyniker Captain Blackadder immer noch in einem Schützengraben an der französischen Westfront, wo er gegen die Deutschen kämpft. Das Leben an der Front ist geprägt von Krankheit, Entbehrung und alltäglicher Lebensgefahr, der Absurdität des Krieges im Allgemeinen und des Stellungs- und Abnutzungskrieges im Besonderen sowie von menschenverachtenden, sinnlosen, immer wieder auf Kosten zahlloser Menschenleben befohlener Sturmangriffe auf deutsche Stellungen mit gar keinem oder nur äußerst geringem Geländegewinn.
Nachdem alle Versuche in den letzten Episoden, lebend aus dieser Situation zu entkommen, fehlgeschlagen sind, unternimmt Blackadder einen letzten Versuch, indem er vortäuscht, er sei wahnsinnig geworden. Nach vielem Hin und Her scheitert er auch damit, denn im Wahnsinn des Krieges ist er nur von Verrückten umgeben, sodass ein weiterer Verrückter überhaupt nicht auffällt. Während Blackadder, Private S. Baldrick und der trottelig-gutmütige Lieutenant George Colthurst St. Barleigh (Hugh Laurie) täglich dem Tod ins Auge sehen, führt der inkompetente, selbstverliebte General Melchett (Stephen Fry), eine groteske Mischung aus den beiden britischen Feldmarschällen Douglas Haig und John French, weit hinter der Front ein sorgenfreies Leben in einem luxuriösen Château. Sein Adjutant ist Blackadders Erzrivale Captain Kevin Darling (Tim McInnerny), ein arroganter Bürokrat und Etappenhengst, der es sich aber schließlich doch mit seinem Vorgesetzten verscherzt und in der letzten Episode zu Blackadder an die Front strafversetzt wird.

### Schlussszene
Nachdem alle bisherigen Angriffe auf die deutschen Stellungen außer hohen eigenen Verlusten nichts erbracht haben, warten Blackadder, Baldrick, Darling und St. Barleigh, stoisch auf den nächsten Tag, in der Hoffnung, dass entweder ein Wunder geschehen möge oder sie sonst wie vor dem sicheren Tod beim nächsten sinnlosen Sturmangriff gerettet würden. Nichts von dem tritt jedoch ein, und so wird immer klarer, dass der nächste – ihr höchstwahrscheinlich letzter – Angriff nunmehr endgültig kurz bevorsteht. Im Gegensatz zu allen bisherigen Episoden wird es diesmal jedoch kein Entrinnen mehr geben.
Baldricks Standardsatz in ausweglosen Situationen wie dieser war immer: “I have a cunning plan.” (deutsch: „Ich habe einen raffinierten Plan.“). Diese „raffinierten Pläne“ waren allerdings durchweg absurd, und dennoch wurden sie wie durch ein Wunder immer wieder aus den ausweglosesten Situationen gerettet. Auch diesmal sagt er wieder seinen Standardsatz, doch Blackadder, der Baldricks dummen Ideen sonst nur mit Sarkasmus und Zynismus begegnete, antwortet dieses eine Mal nur resignativ:

“Well, I’m afraid it’ll have to wait. Whatever it was, I’m sure it was better than my plan to get out of this by pretending to be mad. I mean, who would have noticed another madman around here?… Good luck, everyone.”

„Tja, ich fürchte, das muss warten. Was immer es war, es war sicherlich besser als mein Plan hier raus zu kommen, indem ich den Verrückten spielte. Mal ehrlich, wer hätte hier schon einen weiteren Verrückten bemerkt? [In der Ferne hört man Trillerpfeifen und Befehle der britischen Offiziere, die ihren Einheiten den unmittelbar bevorstehenden Angriff signalisieren.] … Viel Glück allen. [Blackadder bläst in seine eigene Trillerpfeife]“

Die vier sowie alle anderen Soldaten der Einheit klettern aus dem Schützengraben und stürmen in Zeitlupe durch das Niemandsland und (sozusagen direkt auf die Zuschauer und) die deutschen Stellungen zu. Man hört und sieht Explosionen, hört Schreie und Maschinengewehrsalven. Die vier verschwinden allmählich in Rauchschwaden und Dunst. Im Hintergrund hört man leise ein Klavier, das träge die Titelmelodie der Serie disharmonisch variiert. Zum Schluss hört man nur noch einzelne dumpfe Trommelschläge. Das Schicksal der vier bleibt ungewiss. Die Szene wechselt langsam durch Überblendung: Es ist kein Gefechtslärm mehr zu hören, sondern Vogelgezwitscher. Im hellen Sonnenschein sieht man ein großes Feld, übersät mit rotem Mohn. Es folgt der Abspann.

## Rezeption

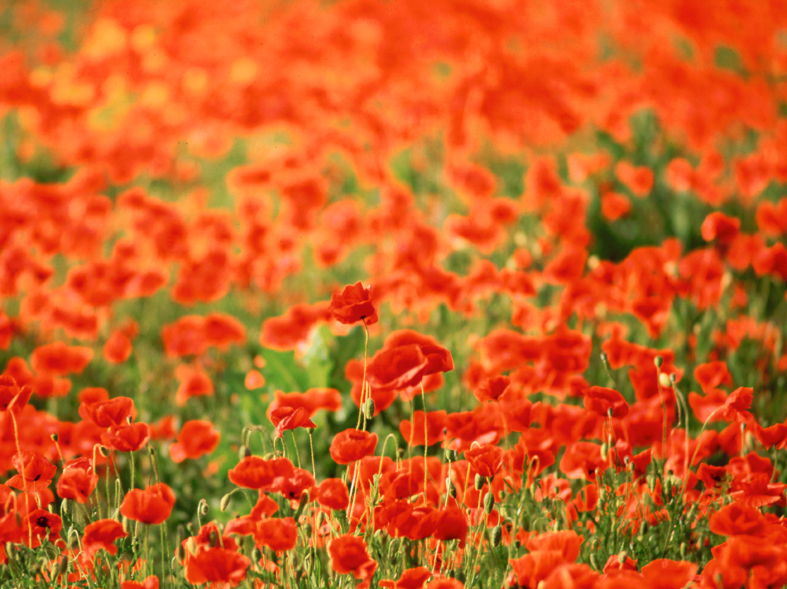
Blühender Klatschmohn

Für das britische und Commonwealth-Publikum sind die Schlussszenen von hoher Symbolik: Der Erste Weltkrieg ist in deren kollektivem Gedächtnis tief verwurzelt. So hat der, in den letzten Sekunden zu sehende, rote Mohn eine besondere Bedeutung in der Erinnerungskultur. Er ist eine Metapher für die Gefallenen. Roter Mohn ist ein wiederkehrendes Symbol, wie in John McCraes Gedicht In Flanders Fields, oder als Remembrance Poppy am Remembrance Day, dem nationalen Gedenktag für die Gefallenen des Ersten Weltkrieges.
Ein weiterer wichtiger Punkt ist die in der Bevölkerung weit verbreitete – von Historikern allerdings weitgehend widerlegte – Meinung, dass vor allem unfähige, teilnahmslose Generäle aus Oberschicht und Adel für die hohen britischen Verluste verantwortlich waren. Ein immer wiederkehrendes Schlagwort ist hier “Lions led by donkeys” (deutsch: „Löwen, [die] von Eseln geführt [wurden]“). Soll heißen: Die einfachen Tommys haben wie Löwen gekämpft, wurden aber von (dummen) Eseln angeführt und so „verheizt“. Diese Sentenz ist auch heute noch so populär, dass es im Vorfeld des Brexit seitens einiger Brexitgegner („Remainer“) eine Kampagne mit dem Hashtag #LedByDonkeys gab.
Obwohl anfangs Bedenken bei den Machern von Blackadder bestanden, das Grauen des Weltkrieges könnte durch die Darstellung in einer Comedy-Serie trivialisiert werden, war der Zuspruch bei Publikum und Kritik doch so groß, dass die Serie den British Academy Television Award als Beste Comedy-Serie gewann. Im Jahr 2000 belegte die Staffel Blackadder Goes Forth beim BFI TV 100 Platz 16 der 100 besten britischen Fernsehsendungen, 2004 bei Britain’s Best Sitcom gefolgt als zweitbeste britische Sitcom wiederum für die Gesamtserie Blackadder. 2019 zählte die britische Filmzeitschrift Empire Blackadder zu den 100 besten Fernsehsendungen aller Zeiten.
Abweichend von den Episoden der ersten drei Staffeln, in denen zwar auch historische Ereignisse und Personen erwähnt bzw. dargestellt wurden, nahm die letzte Staffel ständig Bezug auf historische Ereignisse und Personen, die meist von Captain Blackadder überspitzt und pointiert kommentiert wurden. So wurde u. a. der Weihnachtsfrieden von 1914 erwähnt, der Kriegseintritt der USA am 6. April 1917 oder verschiedene Personen der Zeitgeschichte, darunter Charlie Chaplin oder der „Rote Baron“ Manfred von Richthofen. Die Darstellung des Soldatenlebens im Stellungskrieg mit Ungeziefer, Krankheit und Hunger wurde als nahezu authentisch bewertet. Blackadder Goes Forth hatte als Ort der Handlung fast ausschließlich einen Schützengraben.
Zahlreiche Journalisten und Historiker kritisierten jedoch z. T. heftig, die einseitige, stereotype, klischeehafte und kolportageartige, dem aktuellen Forschungsstand oft widersprechende Darstellung. Bemängelt wurde auch die unreflektierte Rezeption seitens vieler Zuschauer, die die Darstellung des Ersten Weltkrieges als authentisch und der Wahrheit entsprechend ansahen. Den Machern der Serie war es gelungen, dass ihre Darstellung des Weltkrieges zu dessen allgemeingültigen Bild geworden war. Der britische Journalist Max Hastings beschrieb dieses Phänomen als “Blackadder take[s] on history” (deutsch: „Blackadder knöpft sich die Geschichte vor“). Der Militärhistoriker Richard Holmes schrieb: “Blackadder’s aphorisms have become fact […] A well-turned line of script can sometimes carry more weight than all the scholarly footnotes in the world.” (deutsch: „Blackadders Aphorismen sind Fakten geworden […] Ein gut geschriebenes Drehbuch kann manchmal bedeutsamer werden als alle wissenschaftlichen Fußnoten dieser Welt.“).
Auch wurde bemängelt, dass Blackadder Goes Forth an einigen Schulen als Unterrichtsmaterial verwendet wurde, und zwar nicht als zu diskutierendes und zu analysierendes Sekundärmaterial, sondern tatsächlich als eine der Wahrheit entsprechende, wenn auch als Parodie verpackte Darstellung.